# Сајмон Синек
Сајмон Синек (енгл. Simon Sinek; Вимблдон, Лондон, 9. октобар 1973) амерички је писац и мотивациони говорник британског порекла. Аутор је пет књига, укључујући књиге Почни са зашто (2009) и Бесконачна игра (2019).

## Биографија
Сајмон Синек је рођен 9. октобра 1973. године у Вимблдон, Лондон, УК, а детињство је провео у Јоханезбургу, Јужноафричка Република, Лондону и Хонг Конгу, пре него што се преселио у Сједињене Државе. Завршио је Northern Valley средњу школу у Дамаресту 1991. године. Студирао је право на Лондонском универзитету, али је напустио студије како би се бавио адвертајзингом. Дипломирао је из области културне антропологије на Универзитету Брандеис.

## Каријера
Синек је започео своју каријеру у њујоршким маркетиншким агенцијама Euro RSCG и Ogilvy & Mather. Касније је покренуо сопствени бизнис — Sinek Partners.
Синек је написао пет књига. Почни са зашто, његова прва књига, објављена је октобра 2009. године. Друга књига, под насловом Лидери једу последњи, појавила се на листама бестселера Волстрит журнала и Њујорк тајмса.
Као мотивациони говорник, Синек је, између осталог, говорио на Лидерском самиту Глобалног споразума УН, као и на TEDx конференцији.
Синек је такође предавач на Универзитету Колумбија на тему стратешких комуникација, и придружени члан РАНД корпорације.
Синек је основао Optimism Press, заједно са његовим дугогодишњем издавачем, Penguin Random House.